# Besitzstand der EU
Mit Besitzstand der EU (französisch acquis communautaire, aˌki kɔmynoˈtɛːʁ) wird amtlich die Gesamtheit des gültigen EU-Rechts in der Europäischen Union bezeichnet.
Der Besitzstand umfasst alle bisherige EU-Rechtsakte, die für die Mitgliedstaaten der EU verbindlich sind. Der Besitzstand muss von einem Staat, der der EU beitritt, in seinem kompletten Umfang übernommen werden. Allerdings werden im Rahmen der Beitrittsverhandlungen zwischen der EU und dem Beitrittskandidaten in der Regel verschiedene Ausnahme- und Übergangsregelungen vereinbart.
Der von den drei EFTA-Staaten Island, Norwegen und Liechtenstein im Rahmen des Abkommens über den Europäischen Wirtschaftsraum (EWR) übernommene Teil des EU-Rechts wird als EWR-Acquis bezeichnet.

## Umfang
Zu den Rechtsakten des Besitzstandes gehören:
- das Primärrecht, das heißt EU-Vertrag und AEU-Vertrag,
- das Sekundärrecht, das heißt die Verordnungen, Richtlinien und Beschlüsse der Organe der EU (bzw. ihrer Vorgängerorganisationen, der Europäischen Gemeinschaften, sowie die Rechtsakte der Gemeinsamen Außen- und Sicherheitspolitik und der Zusammenarbeit im Bereich Justiz und Inneres, die außerhalb des EG-Rahmens erfolgten),
- die Entscheidungen des Gerichtshofes der Europäischen Union,
- Entschließungen und Erklärungen der EU-Organe,
- die von der EU mit anderen Staaten oder Staatenbünden geschlossenen völkerrechtlichen Verträge und Abkommen.

## Ausgaben und wissenschaftliche Systematisierung
Da der Besitzstand sich aus den verschiedensten Arten von Rechtsquellen zusammensetzt, gab es zunächst keine eigene Gesamtausgabe. Im Rahmen der 2004 von der niederländischen Ratspräsidentschaft initiierten und von Rem Koolhaas konzipierten Ausstellung The Image of Europe wurde eine 31-bändige Gesamtausgabe des Besitzstandes mit ca. 85.000 Seiten angefertigt. Online sind die EU-Rechtsakte auf der Homepage EUR-Lex abrufbar, die vom EU-Amt für Veröffentlichungen betrieben wird, das auch das Amtsblatt der EU herausgibt.
Die Gründung der sogenannten Acquis-Gruppe um Hans Schulte-Nölke von der Universität Bielefeld erfolgte im Jahr 2002 aufgrund von Impulsen wichtiger EU-Organe, darunter die Entschließung des Europäischen Parlaments zur Annäherung des Zivil- und Handelsrechts, die Schlussfolgerungen des Europäischen Rates von Laeken und Tampere sowie die Mitteilung der Kommission zum Europäischen Vertragsrecht. Bezweckt wird die Schaffung eines Netzwerks von Wissenschaftlern aus den Mitgliedstaaten der EU und den Beitrittskandidaten zur Durchdringung und Systematisierung des geltenden EU-Rechts. Die zahlreichen Mitglieder werden auf der Homepage der Acquis-Gruppe aufgeführt.